# Bordezac

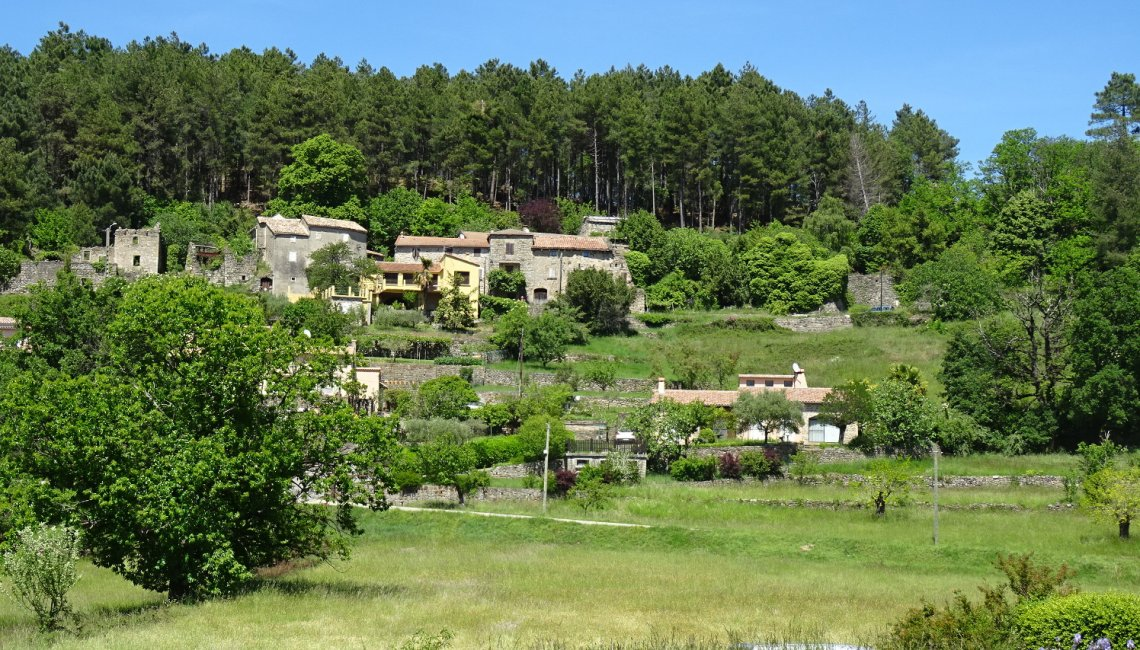
Bordezac Le village

Bordezac est une commune française située dans le nord du département du Gard, en région Occitanie.
Exposée à un climat méditerranéen, elle est drainée par la Cèze, la Ganière et par divers autres petits cours d'eau. Incluse dans les Cévennes, la commune possède un patrimoine naturel remarquable : deux sites Natura 2000 (les « hautes vallées de la Cèze et du Luech » et la « forêt de pins de Salzmann de Bessèges »), un espace protégé (le « géoparc des monts d'Ardèche ») et sept zones naturelles d'intérêt écologique, faunistique et floristique.
Bordezac est une commune rurale qui compte 392 habitants en 2022, après avoir connu un pic de population de 986 habitants en 1861. Elle est dans l'unité urbaine de Bessèges. Ses habitants sont appelés les Bordezacois ou  Bordezacoises.

## Géographie

### Localisation
La commune de Bordezac est située dans le sud de la France, elle se trouve au cœur des Cévennes, une région montagneuse caractérisée par ses paysages de collines, de vallées et de forêts denses. Bordezac est à proximité de la limite avec le département de l'Ardèche, ce qui la place à une jonction entre les vallées cévenoles et les plateaux ardéchois.
La commune est positionnée à environ 7 kilomètres au nord-ouest de Bessèges, la commune voisine plus importante, et à environ 38 kilomètres au nord d'Alès, la principale ville du secteur.

#### Communes limitrophes
| Malbosc (Ardèche)           | Malbosc (Ardèche) | Malbosc (Ardèche) Gagnières |
| Peyremale Malbosc (Ardèche) | Bordezac          | Gagnières                   |
| Gagnières Bessèges w        | Bessèges          | Peyremale                   |

#### Lieux-dits et écarts
Les lieux-dits suivis d'une astérisque sont situés à l'écart de la route indiquée.
B
- la Boudène*,           D51

C
- la Cabane*,            D310A
- le Champlat,           chmin des Fontaniels

F
- la Figeyrette*,        D51
- la Frigoulière,        D51

G
- le Gourret,            D51

L
- Mas de Lauzas,         chmin des Fontaniels

M
- les Martines*,         D51
- Mas de la Côte de Long*, chmin du Lacas
- Mas de l'Hôpital*,     D184
- Mas de la Minière,     D314
- Mas du Pendu,          Rte du Mas du Pendu
- la Matte*,             D184
- Maubergine*,           Rte des Traverses

R
- Rieubert*,             D310A

S
- les Sabottes*,         D51

V
- les Viges*,            D51

### Hydrographie et relief
La commune de Bordezac est traversée par la Cèze, qui constitue le principal cours d'eau de son territoire. La présence de reliefs dans cette zone favorise l'émergence de nombreuses sources, de ce fait, la commune est également parcourue par de nombreux petits cours d'eau. Le principal d'entre eux est le ruisseau du Long, un affluent de la Cèze, lui-même alimenté par le ruisseau de La Vige et le ruisseau de Figeyrette.
D'autres cours d'eau traversent également la commune. Le ruisseau de Maubert, situé au nord de Bordezac, est un affluent de la Gagnière. De même, le ruisseau du Ranc Corbier, à l'est de la commune, se jette également dans la Gagnière (qui elle même se jette dans la Cèze). Dans la partie nord-ouest de Bordezac, le ruisseau des Costes et le ruisseau de Tendils se rejoignent pour former le ruisseau de la Doue, qui se déverse à son tour dans la Cèze. Enfin, à l'ouest de la commune, le ruisseau de l'Oule rejoint également la Cèze. Ces divers cours d'eau forment un réseau hydrologique riche, typique des paysages cévenols.

### Climat
Pour des articles plus généraux, voir Climat de l'Occitanie et Climat du Gard.
En 2010, le climat de la commune est de type climat méditerranéen franc, selon une étude s'appuyant sur une série de données couvrant la période 1971-2000. En 2020, Météo-France publie une typologie des climats de la France métropolitaine dans laquelle la commune est exposée à un climat de montagne ou de marges de montagne et est dans la région climatique Provence, Languedoc-Roussillon, caractérisée par une pluviométrie faible en été, un très bon ensoleillement (2 600 h/an), un été chaud (21,5 °C), un air très sec en été, sec en toutes saisons, des vents forts (fréquence de 40 à 50 % de vents > 5 m/s) et peu de brouillards.
Pour la période 1971-2000, la température annuelle moyenne est de 12,5 °C, avec  une amplitude thermique annuelle de 17 °C. Le cumul annuel moyen de précipitations est de 1 280 mm, avec 7,9 jours de précipitations en janvier et 4,1 jours en juillet. Pour la période 1991-2020, la température moyenne annuelle observée sur la station météorologique la plus proche, située sur la commune de Génolhac à 11 km à vol d'oiseau, est de 13,2 °C et le cumul annuel moyen de précipitations est de 1 692,5 mm,. Pour l'avenir, les paramètres climatiques de la commune estimés pour 2050 selon différents scénarios d’émission de gaz à effet de serre sont consultables sur un site dédié publié par Météo-France en novembre 2022.

### Voies de communication et transports
La commune de Bordezac est reliée aux communes voisines de Bessèges et d'Aujac par la route départementale D51, qui constitue l'axe routier principal de la région. En plus de cet accès, il est possible de rejoindre le département de l'Ardèche depuis Bordezac en empruntant la route D184, qui devient la D310 une fois franchie la frontière départementale, et conduit jusqu'à la commune de Les Vans. Au cœur du village de Bordezac, la route D314 permet d’accéder directement au centre du village. Par ailleurs, de nombreuses pistes DFCI (Défense des Forêts Contre les Incendies) sillonnent la forêt cévenole, offrant des voies de communication supplémentaires.
En termes de transport en commun, Bordezac est desservie par le réseau de bus alésien Alès'y, qui assure la liaison entre la petite commune et la ville d'Alès. La commune est également accessible via les services de taxis et d’ambulances locales, facilitant ainsi les déplacements pour les habitants et les visiteurs.

### Milieux naturels et biodiversité

#### Espaces protégés
La protection réglementaire est le mode d’intervention le plus fort pour préserver des espaces naturels remarquables et leur biodiversité associée,.
La commune est dans le périmètre du « géoparc des monts d'Ardèche », classé Géoparc en septembre 2014 et appartenant dès lors au réseau mondial des Géoparcs, soutenu par l’UNESCO,.
La commune fait également partie de la zone de transition des Cévennes, un territoire d'une superficie de 116 032 ha reconnu réserve de biosphère par l'UNESCO en 1985 pour la mosaïque de milieux naturels qui la composent et qui abritent une biodiversité exceptionnelle, avec 2 400 espèces animales, 2 300 espèces de plantes à fleurs et de fougères, auxquelles s’ajoutent d’innombrables mousses, lichens, champignons,.

#### Réseau Natura 2000

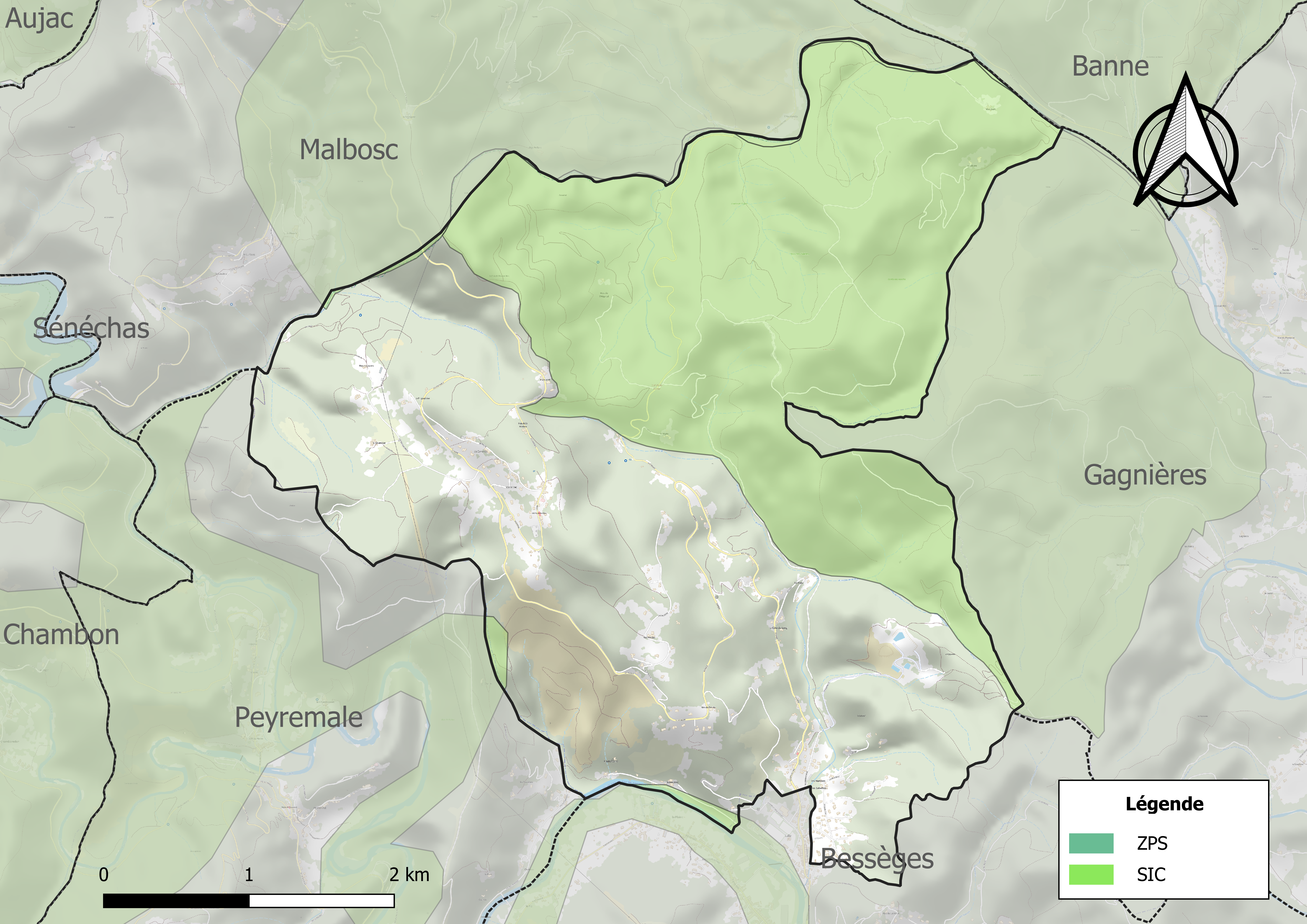
Sites Natura 2000 sur le territoire communal.

Le réseau Natura 2000 est un réseau écologique européen de sites naturels d'intérêt écologique élaboré à partir des directives habitats et oiseaux, constitué de zones spéciales de conservation (ZSC) et de zones de protection spéciale (ZPS).
Deux sites Natura 2000 ont été définis sur la commune au titre de la directive habitats :
- les « hautes vallées de la Cèze et du Luech », d'une superficie de 12 680 ha, correspondant à la partie amont du bassin versant de la Cèze. Elles présentent un patrimoine naturel remarquable, avec quatre espèces piscicoles : l'écrevisse à pattes blanches, le castor, la loutre et le barbeau méridional et cinq habitats d'intérêt communautaire d'origine[21] ;
- la « forêt de pins de Salzmann de Bessèges », d'une superficie de 743 ha, abritant le Pin de Salzmann, une des essences forestières les plus rares de France, et constitue à ce titre un enjeu majeur pour la conservation de l'habitat au niveau régional[22].

#### Zones naturelles d'intérêt écologique, faunistique et floristique
L’inventaire des zones naturelles d'intérêt écologique, faunistique et floristique (ZNIEFF) a pour objectif de réaliser une couverture des zones les plus intéressantes sur le plan écologique, essentiellement dans la perspective d’améliorer la connaissance du patrimoine naturel national et de fournir aux différents décideurs un outil d’aide à la prise en compte de l’environnement dans l’aménagement du territoire.
Cinq ZNIEFF de type 1 sont recensées sur la commune :
- la « crête de Gourret » (90 ha)[24] ;
- les « ruisseaux de la Ganière et d'Abeau » (167 ha), couvrant 6 communes dont 3 dans l'Ardèche et 3 dans le Gard[25] ;
- la « vallée de la Ganière àChavagnac » (16 ha), couvrant 2 communes du département[26] ;
- le « vallon du ruisseau de Maubert » (32 ha)[27] ;
- le « vallon du ruisseau du Ranc Corbier » (89 ha), couvrant 2 communes du département[28] ;

et deux ZNIEFF de type 2, : 
- le « bois de Bordezac et de Bessèges » (1 797 ha), couvrant 4 communes du département[29] ;
- le « cours moyen de la Cèze » (648 ha), couvrant 16 communes du département[30].

Carte des ZNIEFF de type 1 et 2 à Bordezac.
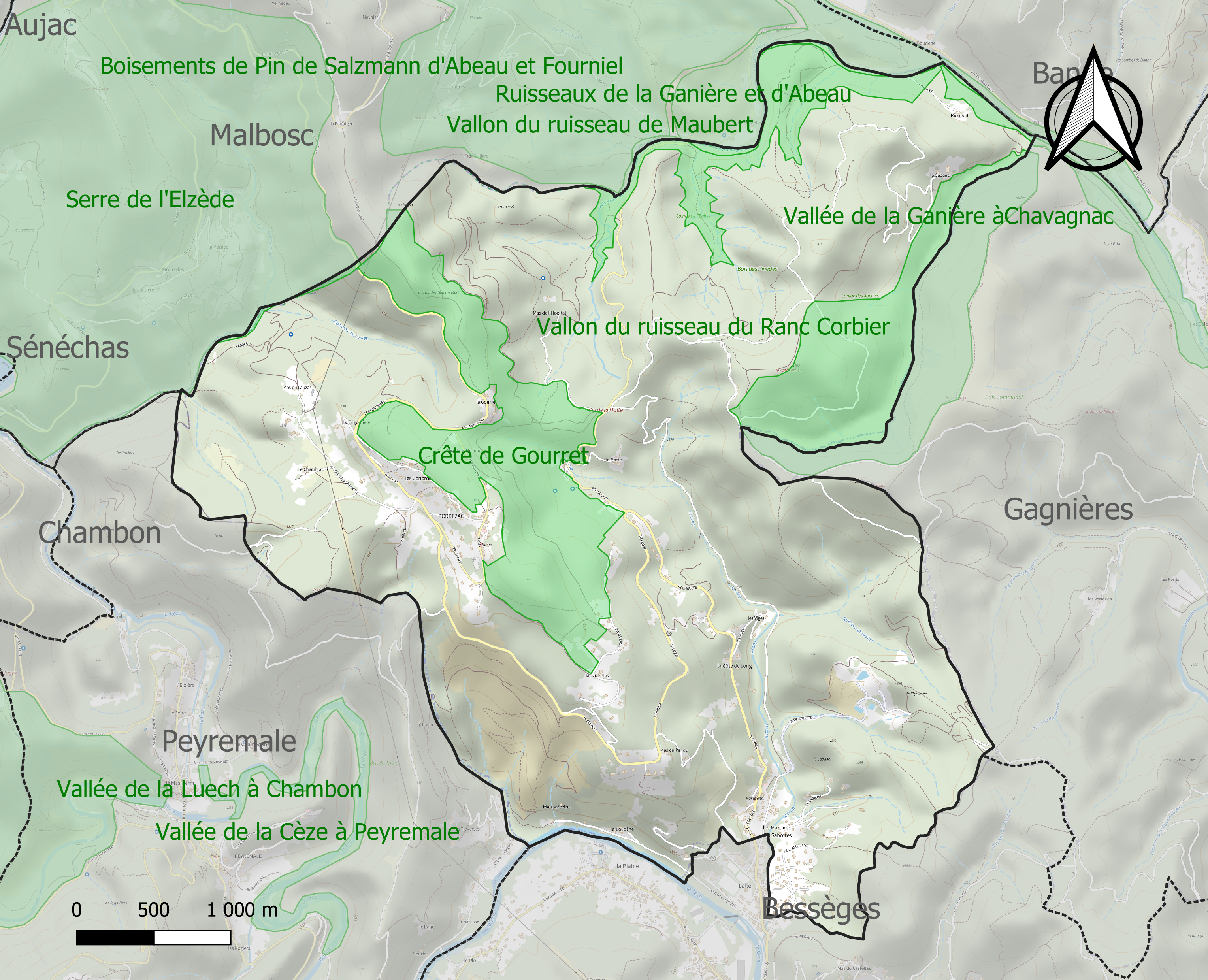
Carte des ZNIEFF de type 1 sur la commune.
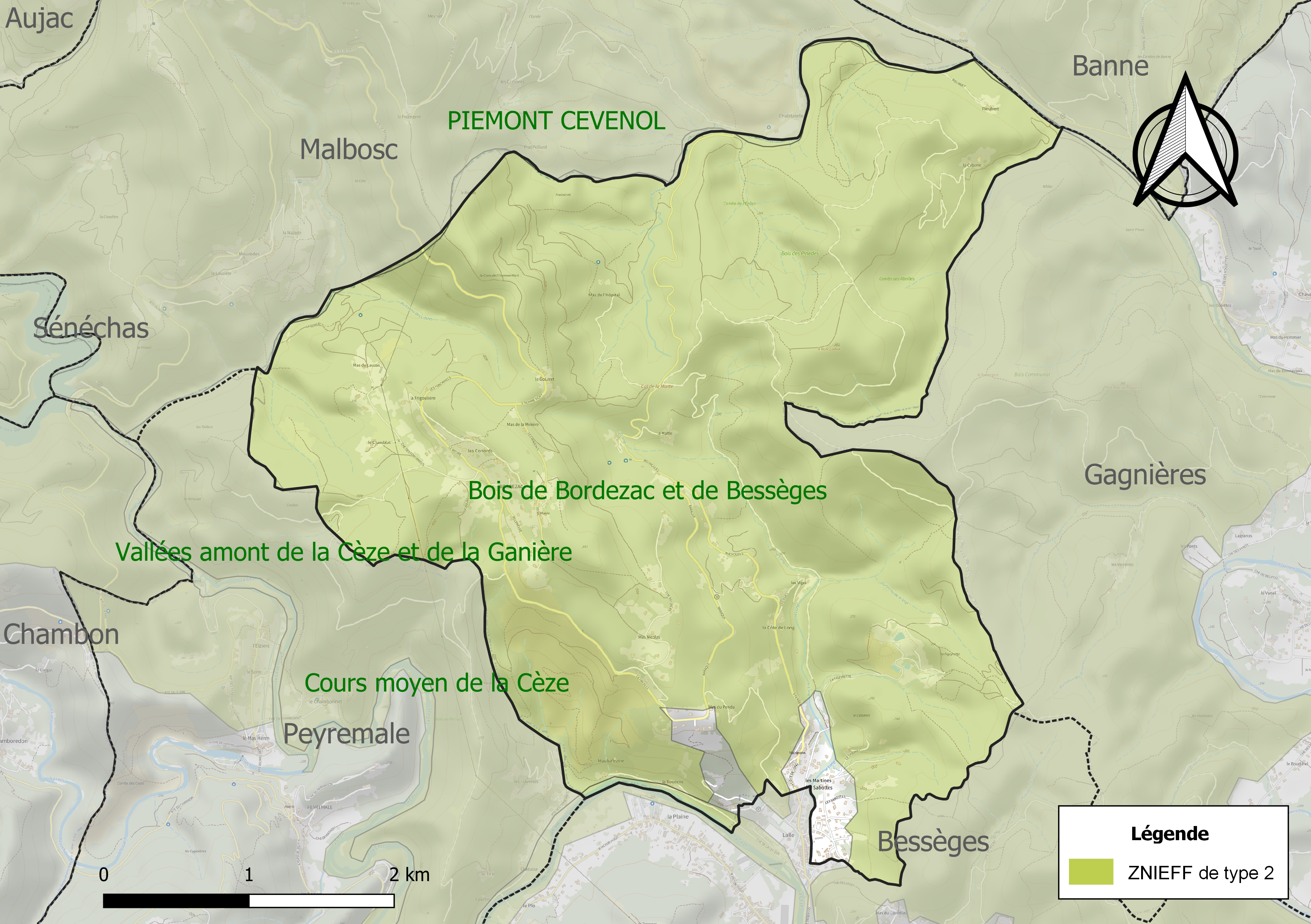
Carte des ZNIEFF de type 2 sur la commune.

##### Bois de Bordezac et de Bessèges

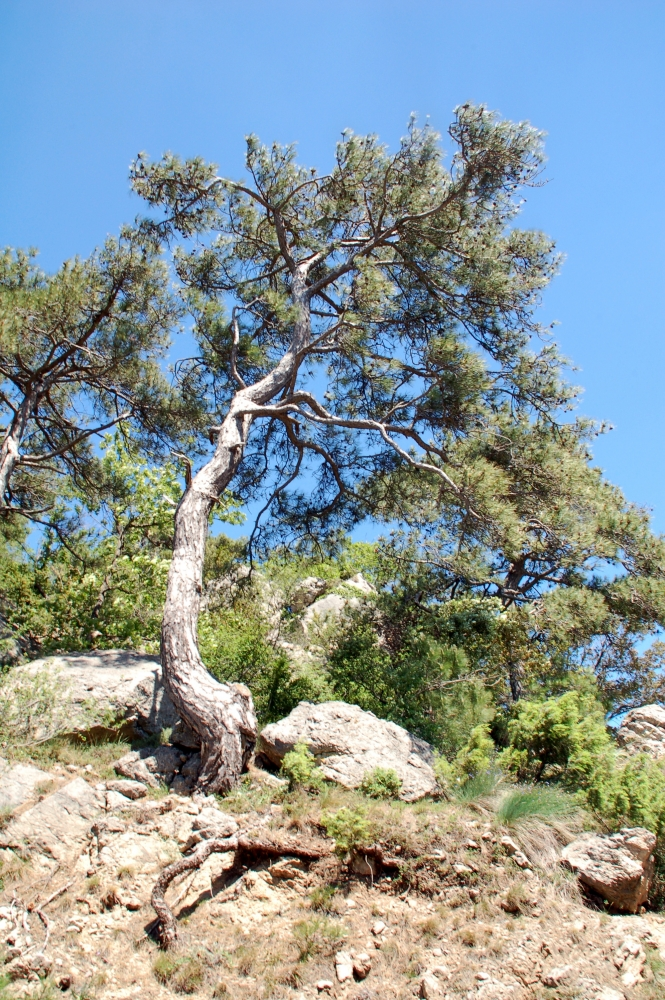
Pin de Salzmann
(Pinus nigra salzmannii).

La ZNIEFF continentale de type 2 du Bois de Bordezac et de Bessèges inclut 1 796 ha répartis sur les quatre communes de Bessèges, Bordezac, Gagnières et Peyremale. L'habitat déterminant de cette zone est la forêt de pins de Salzmann des Causses, pour laquelle la ZNIEFF du Bois de Bordezac et de Bessèges prolonge les 745 hectares du site d'intérêt communautaire (SIC) voisin de la Forêt de pins de Salzmann de Bessèges sur les communes de Bordezac et Gagnières.

##### Crête de Gourret
La ZNIEFF continentale de type 1 de la Crête de Gourret, de 90,43 hectares uniquement sur Bordezac, inclut les crêtes de la Croix de l'Homme Mort, le Gourret et le promontoire dominant le bourg. Son altitude varie de 310 à 510 mètres. Son habitat déterminant est la forêt de pins de Salzmann des Causses. On y trouve aussi le ciste de Pouzolz (Cistus pouzolzii), un sous-arbrisseau du genre Cistus protégé sur toute la France.

##### Vallon du ruisseau de Maubert

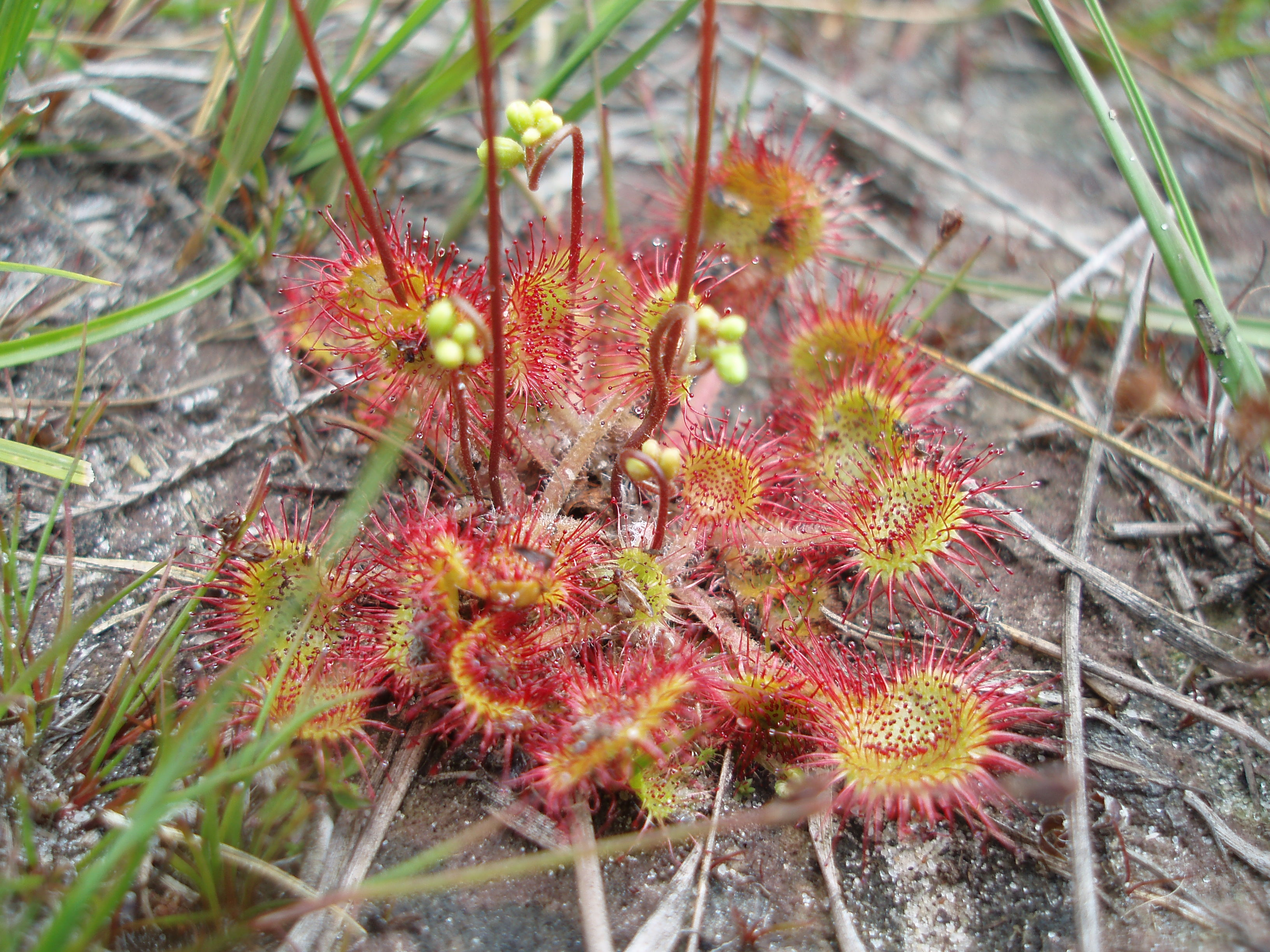
Drosera à feuilles rondes
(Drosera rotundifolia).

La ZNIEFF continentale de type 1 du Vallon du ruisseau de Maubert couvre 31,5 ha uniquement sur Bordezac. Allant de 200 et 250 m d'altitude, elle englobe la vallée du ruisseau de Maubert et ses principaux affluents. Cet affluent de la Ganière est situé au nord de Bessèges, à la limite de département avec l'Ardèche. L'habitat déterminant de cette ZNIEFF est fait de "Terrains en friche et terrains vagues", visant en particulier les abords des cours d'eau inclus. En effet on y trouve le drosera à feuilles rondes (Drosera rotundifolia), une petite plante herbacée vivace et carnivore de la famille des Droseraceae, protégée sur toute la France et dépendante des tourbières.

##### Vallon du ruisseau du Ranc Corbier
La ZNIEFF continentale de type 1 du Vallon du ruisseau du Ranc Corbier fait presque 89 ha sur les deux communes de Bordezac et de Gagnières, et est aussi située au nord de Bessèges, à la limite de département avec l'Ardèche. Elle va de 200 à 250 m d'altitude et englobe la vallée du ruisseau du Ranc Corbier et une partie de son bassin versant. On y retrouve les mêmes caractéristiques que pour la ZNIEFF du Vallon du ruisseau de Maubert avec présence du drosera à feuilles rondes, mais elle abrite en plus la spiranthe d'été (Spiranthes aestivalis), une orchidée elle aussi protégée sur toute la France et de plus protégée dans le cadre de la Directive Habitats.

##### Vallée de la Ganière à Chavagnac
La ZNIEFF continentale de type 1 de la Vallée de la Ganière à Chavagnac fait 15,68 ha sur les deux communes de Bordezac et de Gagnières. Elle est située à l'ouest de Chavagnac et au nord-est de Bessèges, à une altitude entre 180 et 220 m, à l'extrême pointe nord du Gard en bordure de l'Ardèche. Elle inclut presque 800 m du cours de la Ganière et en partie ses berges. Elle abrite la spiranthe d'été, le drosera à feilles rondes et l'ophioglosse des Açores (Ophioglossum azoricum), une fougère protégée sur toute la France.

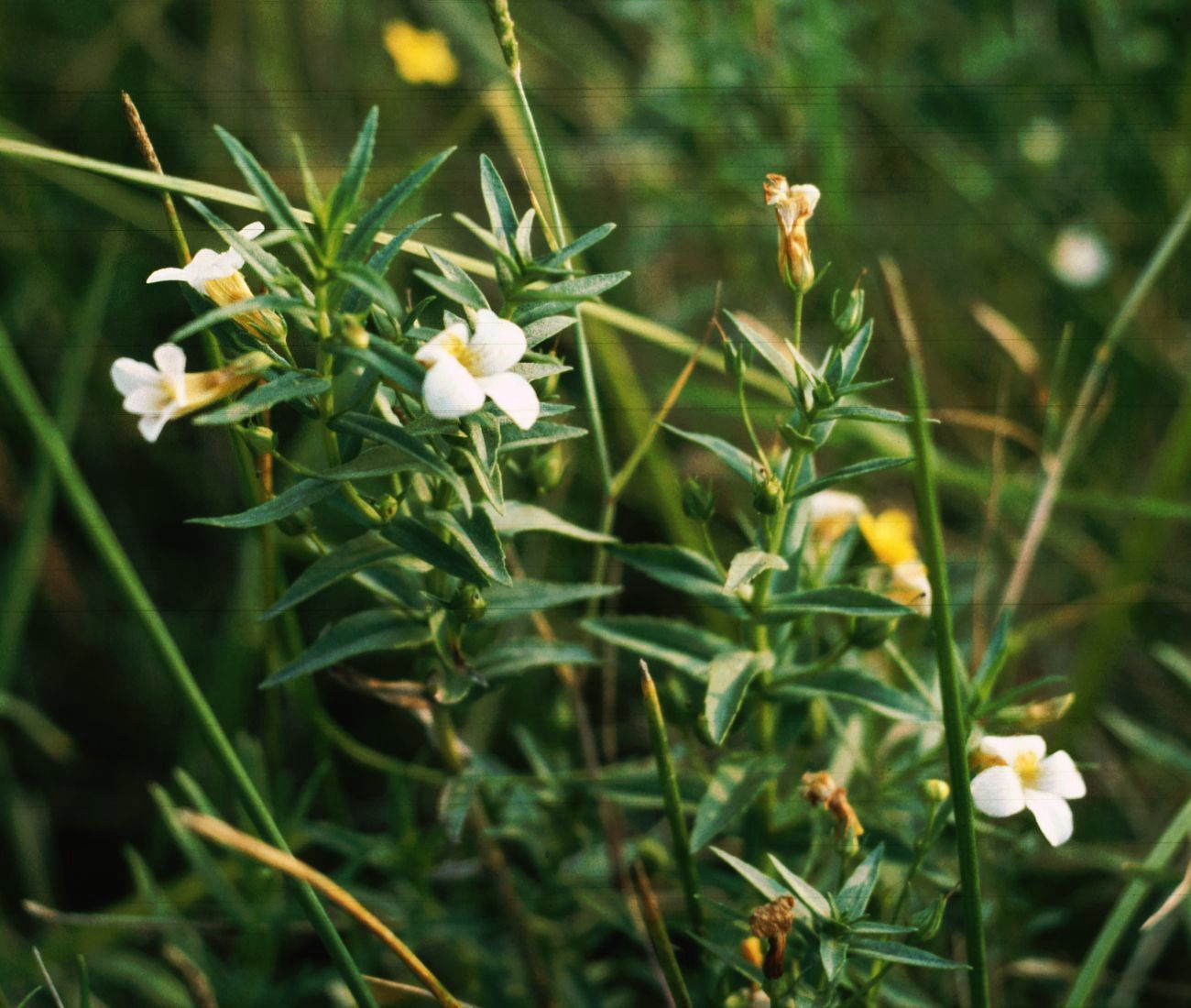
Gratiole officinale (Gratiola officinalis).
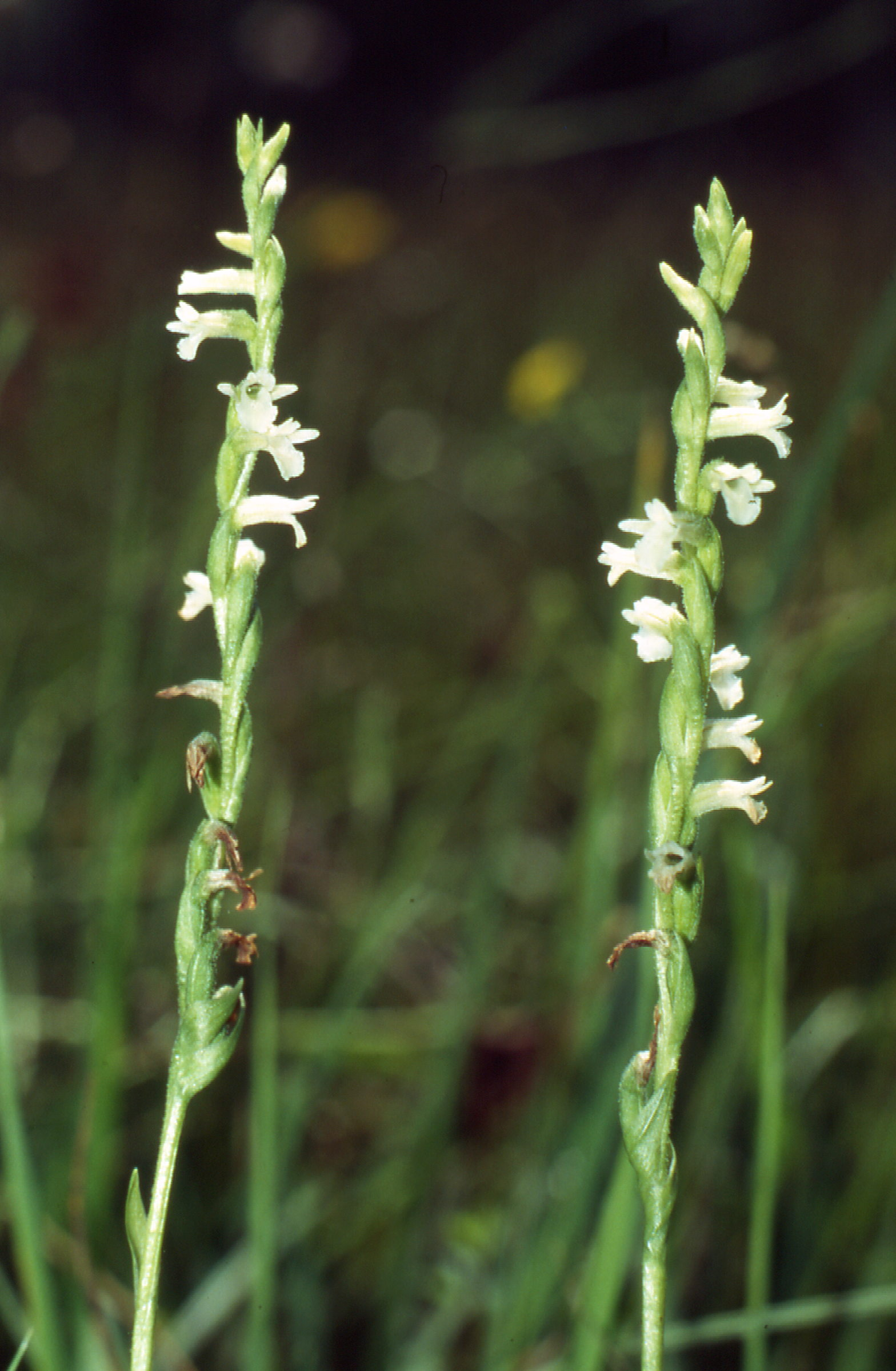
Spiranthe d'été (Spiranthes aestivalis).
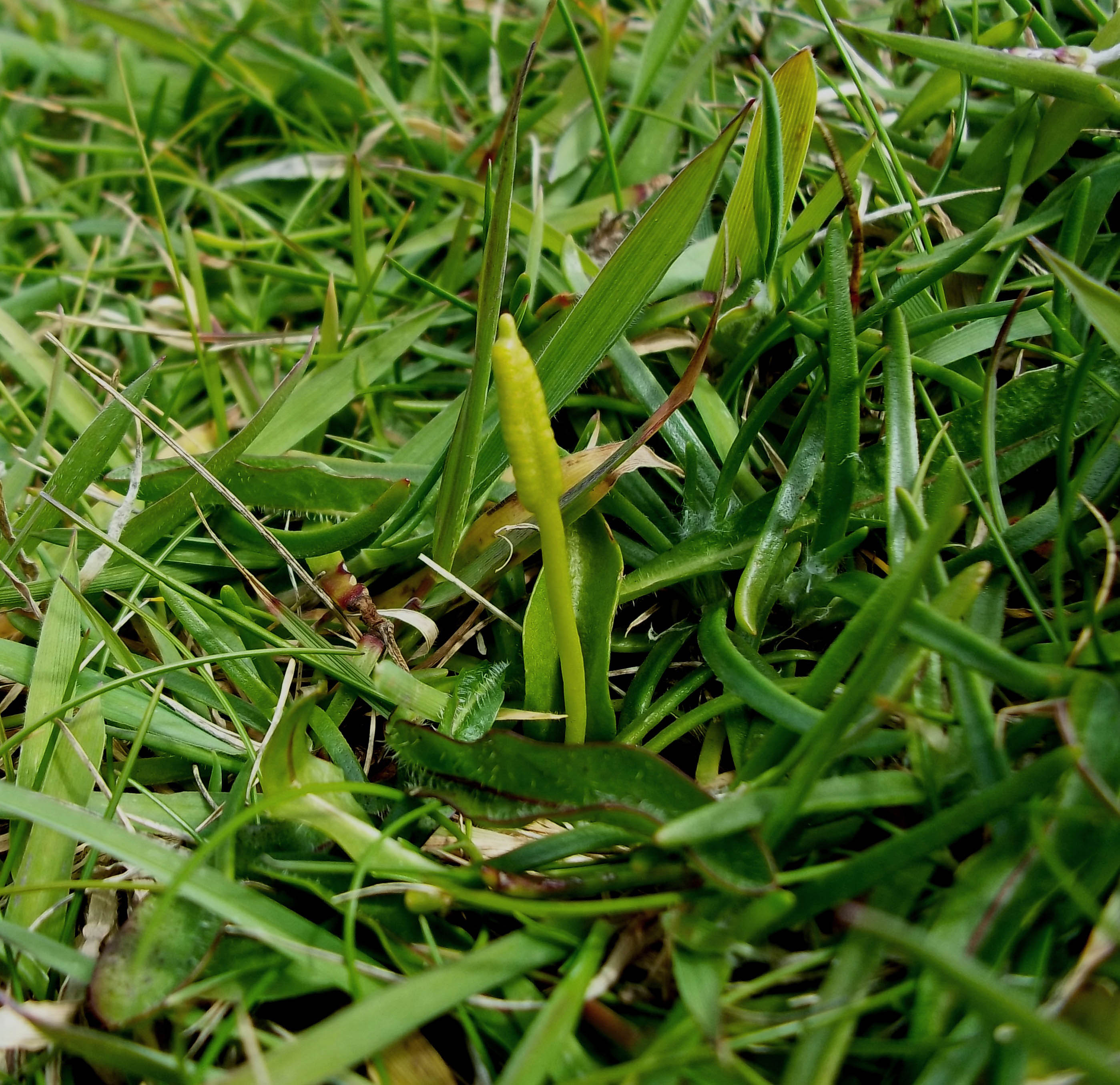
Ophioglosse des Açores (Ophioglossum azoricum).

#### Forêt de pins de Salzmann de Bessèges
La commune de Bordezac abrite des pins de Salzmann, une espèce rare et protégée de pin noir, principalement présente dans le sud de la France. Ces arbres, bien adaptés au climat méditerranéen, contribuent à la richesse écologique de la région cévenole.
Le site d'intérêt communautaire (SIC) de la Forêt de pins de Salzmann de Bessèges couvre 745 hectares sur les communes de Bordezac et Gagnières. Il prolonge la ZNIEFF du Bois de Bordezac et de Bessèges.

## Urbanisme

### Typologie
Au 1er janvier 2024, Bordezac est catégorisée commune rurale à habitat dispersé, selon la nouvelle grille communale de densité à sept niveaux définie par l'Insee en 2022.
Elle appartient à l'unité urbaine de Bessèges, une agglomération intra-départementale regroupant trois  communes, dont elle est une commune de la banlieue,,. La commune est en outre hors attraction des villes,.

### Occupation des sols
L'occupation des sols de la commune, telle que ressort de la base de données européenne d’occupation biophysique des sols Corine Land Cover (CLC), est marquée par l'importance des forêts et milieux semi-naturels (93,5 % en 2018), une proportion identique à celle de 1990 (93,5 %). La répartition détaillée en 2018 est la suivante : 
forêts (83,3 %), milieux à végétation arbustive et/ou herbacée (10,2 %), zones agricoles hétérogènes (4,4 %), zones urbanisées (1,4 %), prairies (0,8 %). L'évolution de l'occupation des sols de la commune et de ses infrastructures peut être observée sur les différentes représentations cartographiques du territoire : la carte de Cassini (XVIIIe siècle), la carte d'état-major (1820-1866) et les cartes ou photos aériennes de l'IGN pour la période actuelle (1950 à aujourd'hui).

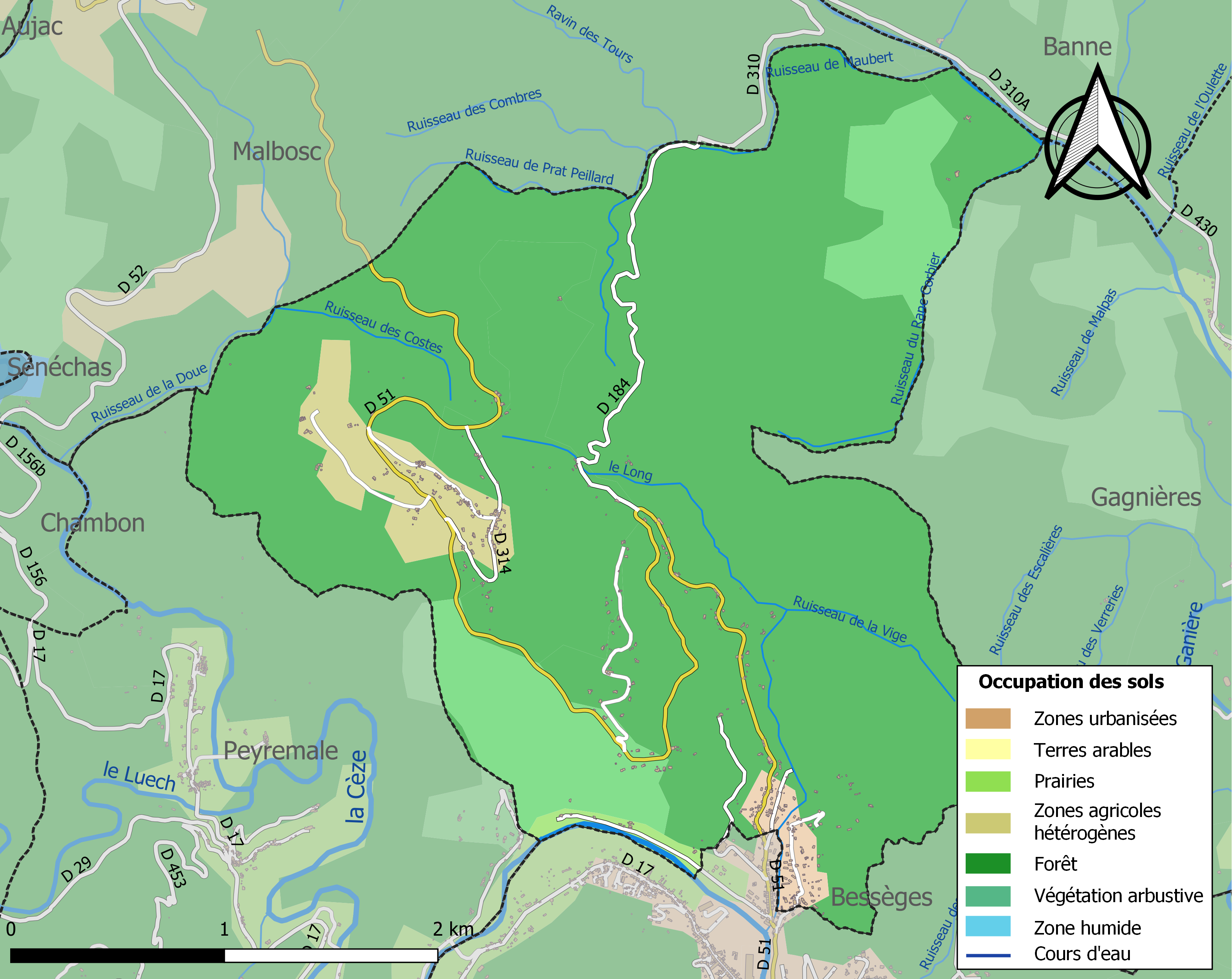
Carte des infrastructures et de l'occupation des sols de la commune en 2018 (CLC).

### Risques majeurs
Le territoire de la commune de Bordezac est vulnérable à différents aléas naturels : météorologiques (tempête, orage, neige, grand froid, canicule ou sécheresse), inondations, feux de forêts, mouvements de terrains et séisme (sismicité faible). Il est également exposé à un risque technologique, la rupture d'un barrage, et à un risque particulier : le risque de radon. Un site publié par le BRGM permet d'évaluer simplement et rapidement les risques d'un bien localisé soit par son adresse soit par le numéro de sa parcelle.

#### Risques naturels
La commune fait partie du territoire à risques importants d'inondation (TRI) d'Alès, regroupant 37 communes autour d'Alès, un des 31 TRI qui ont été arrêtés fin 2012 sur le bassin Rhône-Méditerranée, retenu au regard des risques de débordements de la Cèze et des Gardons. Parmi les dernières crues significatives qui ont touché le territoire figurent celles de 1958 et de septembre 2002. Des cartes des surfaces inondables ont été établies pour trois scénarios : fréquent (crue de temps de retour de 10 ans à 30 ans), moyen (temps de retour de 100 ans à 300 ans) et extrême (temps de retour de l'ordre de 1000 ans, qui met en défaut tout système de protection),. La commune a été reconnue en état de catastrophe naturelle au titre des dommages causés par les inondations et coulées de boue survenues en 1982, 1983, 1992, 1995, 1998 et 2008,.

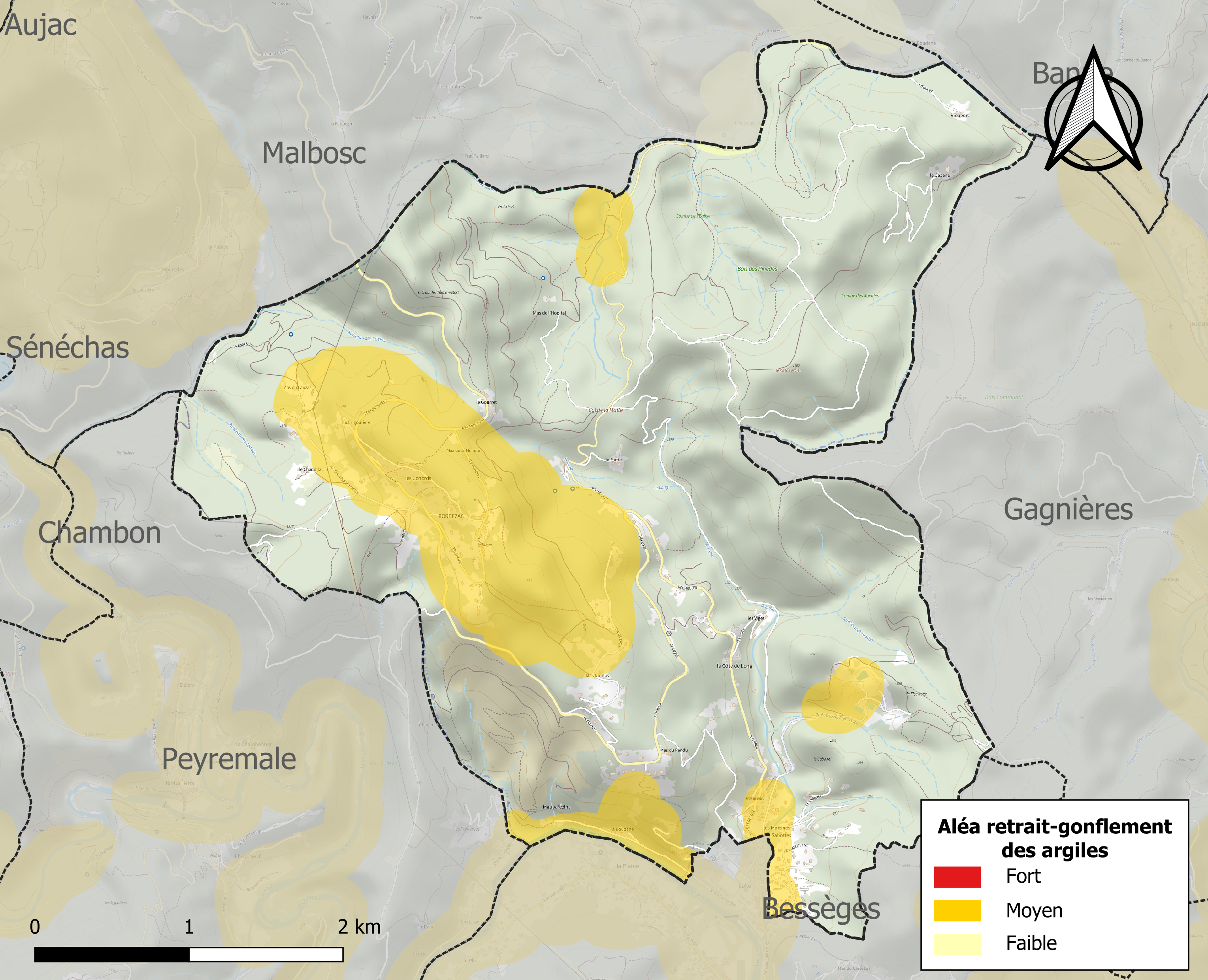
Carte des zones d'aléa retrait-gonflement des sols argileux de Bordezac.

La commune est vulnérable aux risques de mouvements de terrains constitués principalement du retrait-gonflement des sols argileux. Cet aléa est susceptible d'engendrer des dommages importants aux bâtiments en cas d’alternance de périodes de sécheresse et de pluie. 19,4 % de la superficie communale est en aléa moyen ou fort (67,5 % au niveau départemental et 48,5 % au niveau national). Sur les 196 bâtiments dénombrés sur la commune en 2019, 117 sont en aléa moyen ou fort, soit 60 %, à comparer aux 90 % au niveau départemental et 54 % au niveau national. Une cartographie de l'exposition du territoire national au retrait gonflement des sols argileux est disponible sur le site du BRGM,.
Par ailleurs, afin de mieux appréhender le risque d’affaissement de terrain, l'inventaire national des cavités souterraines permet de localiser celles situées sur la commune.
Concernant les mouvements de terrains, la commune a été reconnue en état de catastrophe naturelle au titre des dommages causés par des mouvements de terrain en 1983.

#### Risques technologiques
La commune est en outre située en aval du barrage de Sénéchas, un ouvrage de classe A doté d'un PPI. À ce titre elle est susceptible d’être touchée par l’onde de submersion consécutive à la rupture de cet ouvrage.
Un système de sonnerie de la sécurité civile est installé à Bessèges et est conçu pour alerter la population en cas de danger, notamment en cas de rupture du barrage situé en amont. Ce système d'alerte est testé régulièrement : il sonne tous les premiers mercredis du mois. Ce test mensuel permet de s'assurer que le dispositif est pleinement opérationnel en cas d'urgence et de familiariser les habitants avec le signal sonore, de manière à ce qu'ils puissent réagir rapidement et de façon appropriée si une situation critique venait à se produire.

#### Risque particulier
Dans plusieurs parties du territoire national, le radon, accumulé dans certains logements ou autres locaux, peut constituer une source significative d’exposition de la population aux rayonnements ionisants. Certaines communes du département sont concernées par le risque radon à un niveau plus ou moins élevé. Selon la classification de 2018, la commune de Bordezac est classée en zone 3, à savoir zone à potentiel radon significatif.

## Toponymie
Le nom de la commune de Bordezac trouve ses origines dans la toponymie occitane, comme c'est souvent le cas dans la région des Cévennes. Le terme "Bordezac" pourrait dériver du mot "borde" ou "borda", qui signifie en occitan "ferme" ou "grange", indiquant probablement un lieu lié à des activités agricoles ou à un habitat rural. Le suffixe "-ac" est fréquent dans la toponymie du sud de la France et désigne souvent une origine gallo-romaine, marquant l'appartenance ou le lieu de résidence d'une famille ou d'un propriétaire terrien. Ainsi, Bordezac pourrait signifier "le domaine ou la ferme de Bordes" ou d'une personne portant ce nom.

## Histoire

### Ancien régime
Avant 1790, il s'agissait d'un simple hameau dépendant de la paroisse de Peyremale. Niché dans les Cévennes, le village de Bordezac était alors modeste, isolé et principalement agricole. La vie des habitants tournait autour des activités rurales, comme la culture du châtaignier, l'élevage de quelques animaux et l'exploitation des ressources locales telles que le bois et le charbon de bois.
La population locale à Bordezac, comme dans d'autres hameaux de la région, vivait au rythme des saisons et des coutumes. Les habitants étaient en grande majorité paysans et menaient une existence marquée par des conditions de vie modestes, voire précaires. La nature environnante, avec ses montagnes et ses forêts, offrait peu de terres cultivables, ce qui obligeait les familles à une vie d’autosuffisance. Les châtaigneraies, que l'on surnommait à juste titre "l’arbre à pain" dans les Cévennes, étaient au cœur de l'alimentation locale, fournissant des fruits et du bois.
La structure sociale du village était encore très marquée par les hiérarchies de l'Ancien Régime. En tant que hameau dépendant de Peyremale, Bordezac n’avait pas d’autonomie administrative propre. Les décisions importantes, qu’elles concernent l’église ou les affaires communales, étaient prises à Peyremale, la paroisse mère, où les habitants de Bordezac se rendaient pour assister aux offices religieux et accomplir leurs devoirs paroissiaux. L'influence de l'Église catholique restait considérable à cette époque, avec le curé jouant un rôle central non seulement dans la vie religieuse, mais aussi dans l’organisation des activités villageoises.
La région cévenole, où se trouve Bordezac, portait également les traces des événements religieux et politiques qui l’avaient traversée durant les siècles précédents, notamment les guerres de Religion. Les Cévennes avaient été un haut lieu du protestantisme et des luttes entre les communautés catholiques et protestantes. Si Bordezac, en tant que hameau, ne fut pas un acteur direct dans ces conflits, il n’était pas exempt des tensions religieuses qui marquaient l'ensemble de la région.
À la veille de la Révolution française, les structures féodales et religieuses restaient fortement ancrées dans ce petit hameau cévenol. La Révolution allait bientôt changer cet ordre établi, transformant les rapports de pouvoir, bouleversant les traditions locales et ouvrant une nouvelle ère pour les habitants de Bordezac, qui aspireraient à plus de liberté et d'autonomie dans l'organisation de leur vie communale.

### Époque contemporaine
Rattaché, à la Révolution, d'abord à la commune d'Aujac, puis à celle de Peyremale, le village de Bordezac a été érigé en commune particulière en 1841. Cette indépendance administrative marqua un tournant dans l'histoire du village, permettant aux habitants de gérer leurs propres affaires locales. Au cours du XIXe siècle, Bordezac demeura un village principalement agricole, avec l'exploitation du châtaignier et l'apparition de petites industries liées à l'extraction du charbon. 

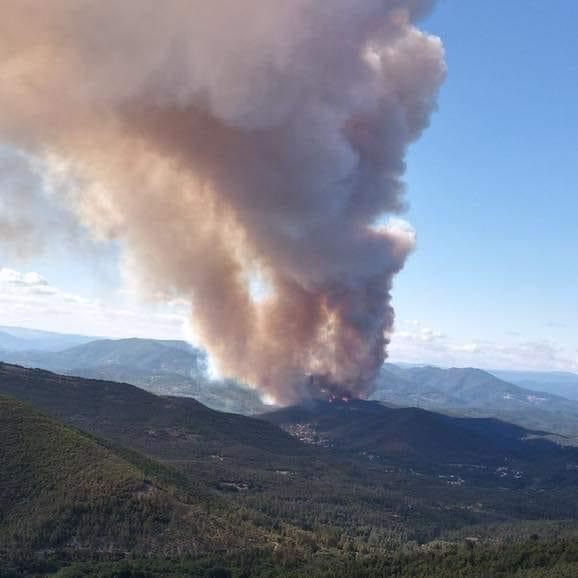
Panache de fumée causé par l'incendie sur la commune de Bordezac

Par une loi impériale du 18 mai 1864, le quartier de Lalle, qui appartenait initialement à la commune de Bordezac, est rattaché à la jeune commune de Bessèges, érigée en commune en 1858. Ce changement administratif s'explique par l'essor de l'industrie minière dans cette région, le quartier de Lalle comprenant certains des principaux puits de mine. Cette réorganisation territoriale visait à mieux gérer et soutenir le développement économique engendré par l'exploitation minière, devenue une activité centrale pour la nouvelle commune de Bessèges.

Au début du XXe siècle, comme beaucoup d'autres villages des Cévennes, Bordezac connut un déclin démographique en raison de l'exode rural. Les habitants quittèrent peu à peu la campagne pour travailler dans les villes ou dans les mines environnantes. Pendant la Première Guerre mondiale, le village fut durement touché par la perte de nombreux hommes partis au front, comme en témoigne le monument local.

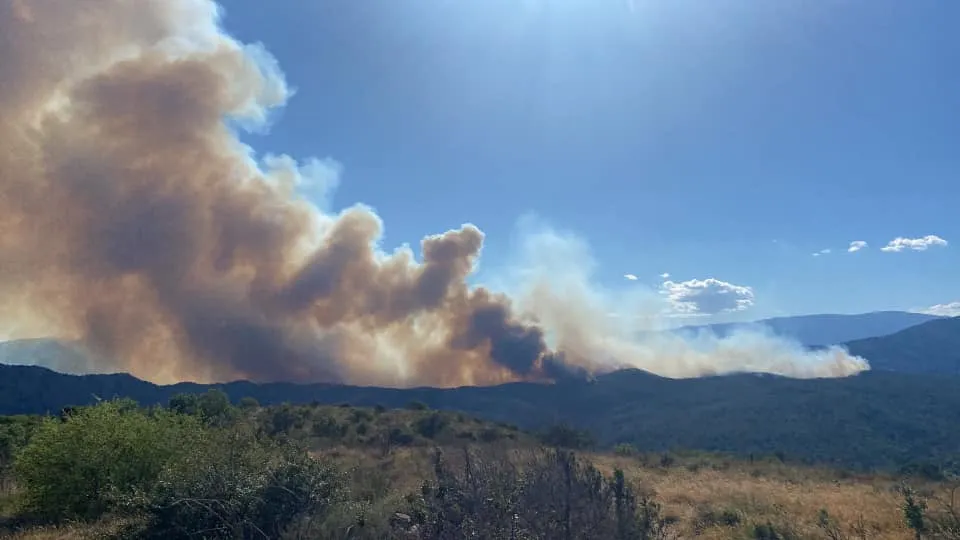
Incendie de Bordezac en 2022

Durant la Seconde Guerre mondiale, Bordezac, situé dans une région montagneuse et boisée, fut un refuge pour certains résistants, profitant de la géographie des Cévennes propice aux mouvements clandestins. Cette période renforça les liens de solidarité entre les habitants et la mémoire collective du village.
Le 7 juillet 2022, un Feu de forêt majeur a ravagé la commune de Bordezac, détruisant plus de 700 hectares de végétation. Face à la menace, de nombreux habitants ont été évacués, tant à Bordezac qu'à Bessèges, pour leur sécurité. Aucune habitation n'a été endommagée, mais les dégâts causés à la nature sont considérables, marquant durablement le paysage et la biodiversité de la région.

## Politique et administration

### Tendances politiques et résultats
Candidats arrivés en tête au premier tour de l’élection présidentielle entre 2007 et 2022.
| 2007                      | 2012                        | 2017                      | 2022                      |
| ------------------------- | --------------------------- | ------------------------- | ------------------------- |
| Ségolène ROYAL - 51,99 %  | François HOLLANDE - 61,59 % | Emmanuel MACRON - 54,34 % | Marine LE PEN - 55,19 %   |
| Nicolas SARKOZY - 48,01 % | Nicolas SARKOZY - 38,41 %   | Marine LE PEN - 45,66 %   | Emmanuel MACRON - 44,81 % |

### Liste des maires
| Période                                  | Période                    | Identité        | Étiquette | Qualité                                  |
| ---------------------------------------- | -------------------------- | --------------- | --------- | ---------------------------------------- |
|                                          |                            | Germain Durand  | DVD       | Conseiller général                       |
| mars 2001                                | 9 mars 2008                | Frank Benoit    | DVG       |                                          |
| mars 2008                                | mars 2014                  | Bernard Nicolas |           |                                          |
| mars 2014                                | 2020                       | Josiane Roure   | DVG       | Retraitée Fonction publique              |
| juin 2020                                | août 2024 (démissionnaire) | Didier Cayron   | SE        |                                          |
| Août 2024                                | En cours                   | Laurent Thierry |           | Premier adjoint devenu maire par intérim |
| Les données manquantes sont à compléter. |                            |                 |           |                                          |

## Population et société

### Démographie
L'évolution du nombre d'habitants est connue à travers les recensements de la population effectués dans la commune depuis 1846. Pour les communes de moins de 10 000 habitants, une enquête de recensement portant sur toute la population est réalisée tous les cinq ans, les populations de référence des années intermédiaires étant quant à elles estimées par interpolation ou extrapolation. Pour la commune, le premier recensement exhaustif entrant dans le cadre du nouveau dispositif a été réalisé en 2004.

En 2022, la commune comptait 392 habitants, en évolution de −0,51 % par rapport à 2016 (Gard : +2,97 %, France hors Mayotte : +2,11 %).
| 1846 | 1851 | 1856 | 1861 | 1866 | 1876 | 1881 | 1886 | 1891 |
| ---- | ---- | ---- | ---- | ---- | ---- | ---- | ---- | ---- |
| 385  | 341  | 551  | 986  | 535  | 652  | 744  | 764  | 705  |

| 1896 | 1901 | 1906 | 1911 | 1921 | 1926 | 1931 | 1936 | 1946 |
| ---- | ---- | ---- | ---- | ---- | ---- | ---- | ---- | ---- |
| 641  | 718  | 673  | 644  | 566  | 516  | 506  | 407  | 382  |

| 1954 | 1962 | 1968 | 1975 | 1982 | 1990 | 1999 | 2004 | 2006 |
| ---- | ---- | ---- | ---- | ---- | ---- | ---- | ---- | ---- |
| 488  | 554  | 459  | 418  | 424  | 430  | 402  | 406  | 402  |

| 2009 | 2014 | 2019 | 2022 | - | - | - | - | - |
| ---- | ---- | ---- | ---- | - | - | - | - | - |
| 366  | 388  | 390  | 392  | - | - | - | - | - |

Entre 2016 et 2021, Bordezac a enregistré une légère baisse de sa population, avec une diminution de -0,76 %. Ce déclin démographique est représentatif des dynamiques observées dans de nombreux villages ruraux, où le vieillissement de la population, l'exode vers des zones urbaines et une faible attractivité pour les jeunes générations contribuent à une diminution progressive des habitants. Malgré une qualité de vie agréable, marquée par un fort taux de propriété et des logements spacieux, la population de Bordezac continue de diminuer légèrement.
Avec une densité de population de 43 habitants par kilomètre carré, Bordezac présente un caractère rural typique des petites communes, où l'espace est relativement peu densément peuplé. Cette faible densité reflète le cadre de vie paisible du village, marqué par de grandes surfaces de terrain autour des habitations, et souligne son éloignement des grandes agglomérations, ainsi que la prévalence de résidences secondaires dans la région.
Avec un âge médian de 55 ans, la population de Bordezac est relativement âgée, ce qui indique un vieillissement démographique caractéristique de nombreuses communes rurales. Cette tranche d'âge élevée peut s'expliquer par l'exode des jeunes vers les villes à la recherche d'opportunités professionnelles et par une immigration limitée. Un âge médian aussi avancé peut également influencer les services et les infrastructures du village, avec des besoins potentiels en matière de soins de santé et d'activités adaptées aux seniors, tout en posant des défis pour l'attractivité et le renouvellement de la population locale.

### Enseignement
La commune de Bordezac ne dispose d'aucun établissement scolaire sur son territoire et dépend entièrement des communes environnantes, notamment Bessèges, pour l'accueil de ses élèves.

### Santé
La commune de Bordezac ne dispose d'aucun établissement de santé ni de médecin sur son territoire. En conséquence, les habitants de Bordezac dépendent entièrement des communes environnantes, notamment Bessèges et Alès, pour accéder aux services de santé.

### Manifestations culturelles et festivités
Chaque été, Bordezac connaît une certaine effervescence grâce à divers événements festifs qui rassemblent les habitants et les touristes. Parmi ces événements, l'association Bordezac Adonf organise chaque année une animation festive sur la place de la Mairie, au cœur du village, créant une ambiance conviviale et chaleureuse.
De plus, le Centre Communal d'Action Sociale (CCAS) de Bordezac organise une fête annuelle qui propose une variété d'activités : un apéritif musical, un marché nocturne, un concours de pétanque, et des animations musicales avec la présence d'un orchestre. Ces événements, qui combinent musique, jeux, et moments de partage, animent le village et renforcent le lien social entre ses habitants, tout en attirant de nombreux visiteurs chaque été.

## Économie

### Revenus
En 2018  (données Insee publiées en septembre 2021), la commune compte 181 ménages fiscaux, regroupant 368 personnes. La médiane du revenu disponible par unité de consommation est de 17 470 € (20 020 € dans le département).

### Emploi
|                | 2008   | 2013   | 2018   |
| -------------- | ------ | ------ | ------ |
| Commune        | 8,6 %  | 11,5 % | 10,6 % |
| Département    | 10,6 % | 12 %   | 12 %   |
| France entière | 8,3 %  | 10 %   | 10 %   |

En 2018, la population âgée de 15 à 64 ans s'élève à 209 personnes, parmi lesquelles on compte 67,3 % d'actifs (56,7 % ayant un emploi et 10,6 % de chômeurs) et 32,7 % d'inactifs,. Depuis 2008, le taux de chômage communal (au sens du recensement) des 15-64 ans est inférieur à celui du département, mais supérieur à celui de la France.
La commune est hors attraction des villes,. Elle compte 30 emplois en 2018, contre 36 en 2013 et 25 en 2008. Le nombre d'actifs ayant un emploi résidant dans la commune est de 118, soit un indicateur de concentration d'emploi de 25,4 % et un taux d'activité parmi les 15 ans ou plus de 42,9 %.
Sur ces 118 actifs de 15 ans ou plus ayant un emploi, 22 travaillent dans la commune, soit 19 % des habitants. Pour se rendre au travail, 96,6 % des habitants utilisent un véhicule personnel ou de fonction à quatre roues, 0,8 % les transports en commun, 2,5 % s'y rendent en deux-roues, à vélo ou à pied et.

### Activités hors agriculture
22 établissements sont implantés  à Bordezac au 31 décembre 2019. Le tableau ci-dessous en détaille le nombre par secteur d'activité et compare les ratios avec ceux du département,.
Le secteur de la construction est prépondérant sur la commune puisqu'il représente 27,3 % du nombre total d'établissements de la commune (6 sur les 22 entreprises implantées  à Bordezac), contre 15,5 % au niveau départemental.

### Agriculture
|               | 1988 | 2000 | 2010 | 2020 |
| ------------- | ---- | ---- | ---- | ---- |
| Exploitations | 7    | 0    | 0    | 1    |
| SAU (ha)      | 18   | 0    | 0    | 0    |

La commune est dans les Cévennes, une petite région agricole occupant l'ouest du département du Gard. En 2020, l'orientation technico-économique de l'agriculture  sur la commune est la polyculture et/ou le polyélevage. Une seule  exploitation agricole ayant son siège dans la commune est recensée lors du recensement agricole de 2020 (sept en 1988). La superficie agricole utilisée est de 0 ha,,.

### Population
Les habitants de Bordezac résident majoritairement dans des maisons anciennes, souvent construites avant 1971, et ils sont en grande majorité propriétaires, avec un taux de 71,2 %. Ces habitations sont spacieuses, puisque 67 % des logements comptent au moins quatre pièces. Bordezac attire également de nombreux propriétaires de résidences secondaires, représentant plus d'un quart des logements. Malgré un revenu médian relativement modeste de 18 520 €, les prix immobiliers sont en hausse, atteignant 2 789 € par mètre carré (+57,48 %). Le taux de chômage de 10,56 % reste notable, mais les habitants bénéficient d'une couverture presque totale en très haut débit (98,74 %), renforçant la connectivité dans cette zone rurale.

## Culture locale et patrimoine

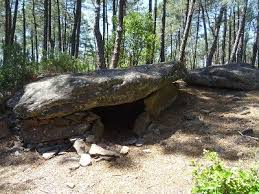
Le dolmen-menhir du Mas Sauvezon.

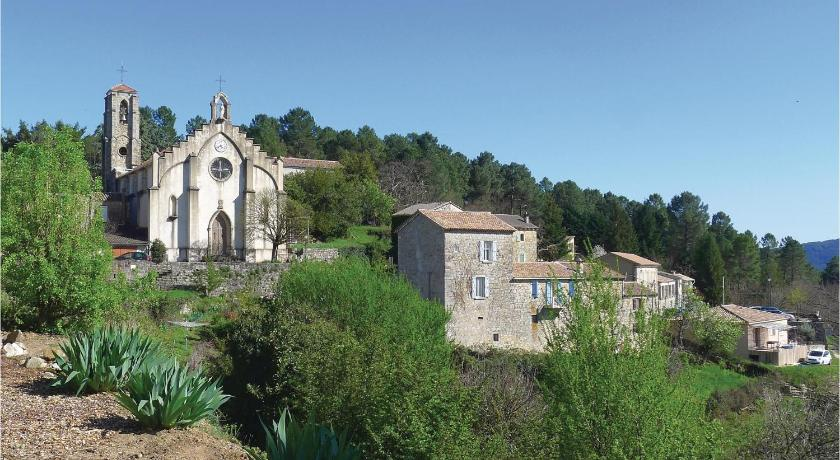
Église de Bordezac

### Édifices civils
- Le dolmen-menhir du Mas Sauvezon.

### Édifices religieux
- L'église Saint-Joseph de Bordezac, dédiée au culte de saint Joseph, est édifiée en 1859. Elle comporte trois nefs ogivales.
- Chapelle de la Côte de Long.

### Patrimoine culturel
- Centre équestre du Lauzas.

### Patrimoine environnemental

#### Espaces protégés et gérés
- Parc national des Cévennes, aire d'adhésion[73].
- Réserve de biosphère des Cévennes, zone de transition[74].

### Personnalités liées à la commune

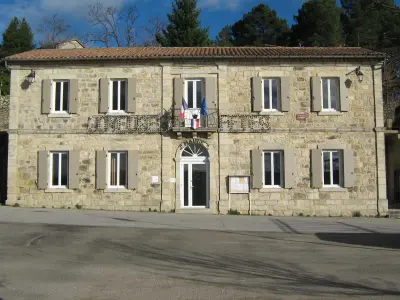
Mairie de Bordezac

#### Randonnées
- GR 44A

## Héraldique
| Blason de Bordezac | Blason  | Tranché : au premier d'hermine au dolmen de gueules, au second d'azur à la croix fleurdelysée d'argent. |
| Blason de Bordezac | Détails | |